# Logoteta doméstico
El Logoteta doméstico (en griego: λογοθέτης τῶν οἰκειακῶν, transliteración, logothetēs tōn oikeiakōn), originalmente epi tōn oikeiakōn (en griego: ὁ ἐπὶ τῶν οἰκειακῶν) era un funcionario bizantino con una variedad de deberes. 

## Historia
Los oikeiakoi (de en griego: οἰκειακός, "perteneciente a la familia") eran una clase de altos funcionarios de la familia imperial de los siglos IX y X. Sus funciones puntuales no están claras: Rodolphe Guilland lo consideraba el sucesor del epi tou eidikou como jefe del tesoro privado imperial, mientras que Nikolaos Oikonomides pensaba que administraba los dominios privados del emperador bizantino. El puesto a menudo se combinaba con otros puestos y cumplía una serie de deberes judiciales y fiscales. En el período de los Paleólogos, se convirtió en el logothetēs tōn oikeiakōn, que ejercía principalmente los deberes diplomáticos y judiciales.
De acuerdo con el Libro de Oficios de Jorge Codinos, compilado a mediados del siglo XIV, el logothetēs tōn oikeiakōn ocupaba el lugar 39.º en la jerarquía imperial, entre el praitōr tou dēmou y el Megas logariastēs, pero no tenía ninguna función oficial. Su uniforme de la corte consistía en un turbante (phakeōlis) y un abrigo llamado epilourikon.